# 黃朝宣
黃朝宣（？—1647年），临安人。明朝軍事人物。
魁岸有膂力，以勇健闻名，最早為傅宗龙亲兵牙校，宗龙死後，歸巡撫宋一鶴，号“滇广营”，後张献忠攻武昌，朝宣与牟文绶迎战于新南门，雙方激戰慘烈。後敗走湖南，與王聚奎共守长沙。李乾德令其駐守衡州，後駐防攸县燕子窩，湖南抗清主帅何騰蛟收編黃朝宣，命为总统。顺治三年丁亥（1647年）三月，尚可喜出擊攸县。黃朝宣不敢戰，逃窜至衡州。最後降清。孔有德下令把黄朝宣父子处死，“支解之，远近大快”。